# NGC 2036
NGC 2036是山案座大麦哲伦星云中的一個疏散星团。該天體于1836年11月11日由天文学家約翰·弗里德里希·威廉·赫歇爾发现。這一天體後來被收錄進新总目录中。